# The Canyon
The Canyon es el séptimo álbum de estudio de la banda de rock alternativo The Used. Éste fue lanzado el 27 de octubre de 2017 por el sello discográfico Hopeless Records. El álbum fue producido por Ross Robinson.
The Canyon es el único álbum que cuentan con el guitarrista Justin Shekoski antes de que él se separó de la banda en marzo de 2018.

## Lista de canciones
| N.º | Título                                      | Duración |  |
| 1.  | «For You»                                   | 4:35     |  |
| 2.  | «Cold War Telescreen»                       | 4:41     |  |
| 3.  | «Broken Windows»                            | 4:45     |  |
| 4.  | «Rise Up Lights»                            | 3:28     |  |
| 5.  | «Vertigo Cave»                              | 4:25     |  |
| 6.  | «Pretty Picture»                            | 4:11     |  |
| 7.  | «Funeral Post»                              | 5:19     |  |
| 8.  | «Upper Falls»                               | 5:35     |  |
| 9.  | «The Divine Absence (This Is Water)»        | 5:00     |  |
| 10. | «Selfies in Aleppo»                         | 4:33     |  |
| 11. | «Moving the Mountain (Odysseus Surrenders)» | 4:16     |  |
| 12. | «Over and Over Again»                       | 5:14     |  |
| 13. | «The Quiet War»                             | 4:11     |  |
| 14. | «Moon-Dream»                                | 4:45     |  |
| 15. | «The Nexus»                                 | 4:41     |  |
| 16. | «About You (No Songs Left to Sing)»         | 3:47     |  |
| 17. | «The Mouth of the Canyon»                   | 5:33     |  |

## Posicionamiento en lista
| Lista (2017)                            | Posiciones |
| --------------------------------------- | ---------- |
| Australian Albums (ARIA)                | 69         |
| Estados Unidos (Billboard 200)          | 50         |
| Estados Unidos (Top Alternative Albums) | 6          |
| Estados Unidos (Top Hard Rock Albums)   | 3          |
| Estados Unidos (Top Rock Albums)        | 8          |

## Personal
| The Used - Bert McCracken – voces, piano (pistas 8 y 12), solina strings (pista 13), percusión (pista 5) - Justin Shekoski – guitarras, banjo, órgano, programación, arreglos de piano, solina strings, percusión (pista 5), coros - Jeph Howard – bajo, percusión (pista 5), coros - Dan Whitesides – batería, percusión, coros Producción - Ross Robinson – producción, mezcla - Michael Balboa – ingeniero de sonido - Mike Frase – mezcla - Travis Pavur – asistente de ingeniero de sonido, coros (pistas 4, 6, y 10) | Músicos adicionales - Brittni Whitesides – coros (pistas 4, 6, y 10) - Erin Balboa – coros (pistas 4, 6, y 10) - Michael Balboa – coros (pistas 4, 6, y 10) - Danny Payne – coros (pistas 4, 6, y 10) - Charlene Huang – violín (pistas 1, 2, 7, 8, 12, 14, y 17) - Nicole Garcia – violín (pistas 1, 2, 7, 8, 12, 14, y 17) - Hiro Goto – viola, arreglos de cuerda (pistas 1, 2, 7, 8, 12, 14, y 17) - April Guthrie – cello (pistas 1, 2, 7, 8, 12, 14, y 17) - Edie Lehmann Boddicker – coros (pistas 2, 7, 8, 11, 12, y 17) - Luke Edgemon – coros (pistas 2, 7, 8, 11, 12, y 17) - Missi Hale – coros (pistas 2, 7, 8, 11, 12, y 17) - Ron Manaog – percusión (pistas 2–13, 15–17) - Farrah Whitesides – percusión (pista 5) - Cleopatra Rose McCracken – voces (pista 14) - Michael Lehmann Boddicker – piano, sintetizador, producción (pista 14) |